# 1981-es úszó-Európa-bajnokság
Az 1981-es úszó-Európa-bajnokságot Splitben, Jugoszláviában rendezték szeptember 5. és szeptember 12. között. Az Eb-n 37 versenyszámot rendeztek. 29-et úszásban, 4-et műugrásban, 3-at szinkronúszásban és egyet vízilabdában.

## Éremtáblázat
(A táblázatban Magyarország és a rendező nemzet eltérő háttérszínnel kiemelve.)
| Helyezés | Nemzet         | Arany | Ezüst | Bronz | Összesen |
| 1.       | NDK            | 15    | 11    | 3     | 29       |
| 2.       | Szovjetunió    | 13    | 11    | 8     | 32       |
| 3.       | Nagy-Britannia | 3     | 2     | 3     | 8        |
| 4.       | NSZK           | 2     | 2     | 4     | 8        |
| 5.       | Magyarország   | 2     | 0     | 1     | 3        |
| 6.       | Svédország     | 1     | 4     | 2     | 7        |
| 7.       | Jugoszlávia    | 1     | 1     | 1     | 3        |
| 8.       | Hollandia      | 0     | 3     | 4     | 7        |
| 9.       | Lengyelország  | 0     | 1     | 3     | 4        |
| 10.      | Ausztria       | 0     | 1     | 2     | 3        |
| 11.      | Olaszország    | 0     | 1     | 1     | 2        |
| 12.      | Spanyolország  | 0     | 0     | 1     | 1        |
| 12.      | Csehszlovákia  | 0     | 0     | 1     | 1        |
| 12.      | Franciaország  | 0     | 0     | 1     | 1        |
| 12.      | Románia        | 0     | 0     | 1     | 1        |
| 12.      | Svájc          | 0     | 0     | 1     | 1        |
| Összesen | Összesen       | 37    | 37    | 37    | 111      |

## Érmesek

### Úszás

#### Férfi
| Versenyszám               | Arany                                                                                          | Arany    | Ezüst                                                                        | Ezüst    | Bronz                                                                                  | Bronz    |
| ------------------------- | ---------------------------------------------------------------------------------------------- | -------- | ---------------------------------------------------------------------------- | -------- | -------------------------------------------------------------------------------------- | -------- |
| 100 m-es gyorsúszás       | Per Johansson · Svédország                                                                     | 50,55    | Jörg Woithe · NDK                                                            | 50,81    | Szergej Kraszjuk · Szovjetunió                                                         | 50,91    |
| 200 m-es gyorsúszás       | Szergej Kopljakov · Szovjetunió                                                                | 1:51,23  | Michael Söderlund · Svédország                                               | 1:51,62  | Thomas Lejdström · Svédország                                                          | 1:52,35  |
| 400 m-es gyorsúszás       | Borut Petrič · Jugoszlávia                                                                     | 3:51,63  | Vlagyimir Szalnyikov · Szovjetunió                                           | 3:51,77  | Darjan Petrič · Jugoszlávia                                                            | 3:53,71  |
| 1500 m-es gyorsúszás      | Vlagyimir Szalnyikov · Szovjetunió                                                             | 15:09,17 | Borut Petrič · Jugoszlávia                                                   | 15:17,31 | Rafael Escalas · Spanyolország                                                         | 15:17,93 |
|                           |                                                                                                |          |                                                                              |          |                                                                                        |          |
| 100 m-es hátúszás         | Wladár Sándor · Magyarország                                                                   | 56,72    | Vlagyimir Semetov · Szovjetunió                                              | 56,75    | Viktor Kuznyecov · Szovjetunió                                                         | 56,90    |
| 200 m-es hátúszás         | Wladár Sándor · Magyarország                                                                   | 2:00,80  | Vlagyimir Semetov · Szovjetunió                                              | 2:01,32  | Frédéric Delcourt · Franciaország                                                      | 2:03,35  |
|                           |                                                                                                |          |                                                                              |          |                                                                                        |          |
| 100 m-es mellúszás        | Jurij Kisz · Szovjetunió                                                                       | 1:03,44  | Arsens Miskarovs · Szovjetunió                                               | 1:03,63  | Gerald Mörken · NSZK                                                                   | 1:03,85  |
| 200 m-es mellúszás        | Robertas Žulpa · Szovjetunió                                                                   | 2:16,15  | Arsens Miskarovs · Szovjetunió                                               | 2:18,08  | Adrian Moorhouse · Nagy-Britannia                                                      | 2:18,14  |
|                           |                                                                                                |          |                                                                              |          |                                                                                        |          |
| 100 m-es pillangóúszás    | Alekszej Markovszkij · Szovjetunió                                                             | 54,39    | Pär Arvidsson · Svédország                                                   | 54,60    | Vagyim Dombrovszkij · Szovjetunió                                                      | 55,00    |
| 200 m-es pillangóúszás    | Michael Groß · NSZK                                                                            | 1:59,19  | Phil Hubble · Nagy-Britannia                                                 | 2:00,21  | Szerhij Feszenko · Szovjetunió                                                         | 2:00,48  |
|                           |                                                                                                |          |                                                                              |          |                                                                                        |          |
| 200 m-es vegyesúszás      | Alekszandr Szidorenko · Szovjetunió                                                            | 2:03,41  | Giovanni Franceschi · Olaszország                                            | 2:04,97  | Josef Hladký · Csehszlovákia                                                           | 2:06,15  |
| 400 m-es vegyesúszás      | Szerhij Feszenko · Szovjetunió                                                                 | 4:22,77  | Leszek Górski · Lengyelország                                                | 4:23,62  | Giovanni Franceschi · Olaszország                                                      | 4:24,82  |
|                           |                                                                                                |          |                                                                              |          |                                                                                        |          |
| 4 × 100 m-es gyorsváltó   | Szovjetunió · Vlagyimir Semetov · Vlagyimir Szalnyikov · Alekszandr Csajev · Szergej Kopljakov | 3:21,48  | Svédország · Per Holmertz · Per Wikström · Lasse Lindqvist · Per Johansson   | 3:22,48  | NSZK · Peter Knust · Wilfried Kuhlem · Michael Groß · Andreas Schmidt                  | 3:22,67  |
| 4 × 200 m-es gyorsváltó   | Szovjetunió · Vlagyimir Semetov · Vlagyimir Szalnyikov · Alekszandr Csajev · Szergej Kopljakov | 7:24,41  | NSZK · Michael Groß · Gerald Schlupp · Andreas Schmidt · Frank Wennmann      | 7:25,22  | Svédország · Michael Söderlund · Per Wikström · Per-Alvar Magnusson · Thomas Lejdström | 7:27,78  |
| 4 × 100 m-es vegyes váltó | Szovjetunió · Viktor Kuznyecov · Jurij Kisz · Alekszej Markovszkij · Szergej Kraszjuk          | 3:44,23  | Svédország · Bengt Baron · Glen Christiansen · Pär Arvidsson · Per Johansson | 3:45,01  | NDK · Dirk Richter · Sigurd Hanke · Olaf Ziesche · Jörg Woithe                         | 3:45,66  |

#### Női
| Versenyszám               | Arany                                                              | Arany   | Ezüst                                                                                        | Ezüst   | Bronz                                                                                  | Bronz   |
| ------------------------- | ------------------------------------------------------------------ | ------- | -------------------------------------------------------------------------------------------- | ------- | -------------------------------------------------------------------------------------- | ------- |
| 100 m-es gyorsúszás       | Caren Metschuck · NDK                                              | 55,74   | Birgit Meineke · NDK                                                                         | 56,06   | Conny van Bentum · Hollandia                                                           | 56,73   |
| 200 m-es gyorsúszás       | Carmela Schmidt · NDK                                              | 2:00,27 | Birgit Meineke · NDK                                                                         | 2:00,57 | Conny van Bentum · Hollandia                                                           | 2:01,15 |
| 400 m-es gyorsúszás       | Ines Diers · NDK                                                   | 4:08,58 | Carmela Schmidt · NDK                                                                        | 4:08,71 | Jackie Wilmott · Nagy-Britannia                                                        | 4:15,23 |
| 800 m-es gyorsúszás       | Carmela Schmidt · NDK                                              | 8:32,79 | Ines Diers · NDK                                                                             | 8:32,89 | Jackie Wilmott · Nagy-Britannia                                                        | 8:37,22 |
|                           |                                                                    |         |                                                                                              |         |                                                                                        |         |
| 100 m-es hátúszás         | Ina Kleber · NDK                                                   | 1:02,81 | Cornelia Polit · NDK                                                                         | 1:03,12 | Carmen Bunaciu · Románia                                                               | 1:03,34 |
| 200 m-es hátúszás         | Cornelia Polit · NDK                                               | 2:12,55 | Jolanda de Rover · Hollandia                                                                 | 2:15,22 | Larisza Gorcsakova · Szovjetunió                                                       | 2:16,10 |
|                           |                                                                    |         |                                                                                              |         |                                                                                        |         |
| 100 m-es mellúszás        | Ute Geweniger · NDK                                                | 1:08,60 | Suki Brownsdon · Nagy-Britannia                                                              | 1:11,05 | Larisza Belokony · Szovjetunió                                                         | 1:11,17 |
| 200 m-es mellúszás        | Ute Geweniger · NDK                                                | 2:32,41 | Larisza Belokony · Szovjetunió                                                               | 2:33,07 | Grazyna Dziedzic · Lengyelország                                                       | 2:35,35 |
|                           |                                                                    |         |                                                                                              |         |                                                                                        |         |
| 100 m-es pillangóúszás    | Ute Geweniger · NDK                                                | 1:00,40 | Ines Geißler · NDK                                                                           | 1:00,97 | Karin Seick · NSZK                                                                     | 1:01,37 |
| 200 m-es pillangóúszás    | Ines Geißler · NDK                                                 | 2:08,50 | Heike Dähne · NDK                                                                            | 2:09,59 | Agnieszka Czopek · Lengyelország                                                       | 2:13,57 |
|                           |                                                                    |         |                                                                                              |         |                                                                                        |         |
| 200 m-es vegyesúszás      | Ute Geweniger · NDK                                                | 2:12,64 | Petra Schneider · NDK                                                                        | 2:13,49 | Olga Klevakina · Szovjetunió                                                           | 2:19,10 |
| 400 m-es vegyesúszás      | Petra Schneider · NDK                                              | 4:39,30 | Ute Geweniger · NDK                                                                          | 4:45,43 | Agnieszka Czopek · Lengyelország                                                       | 4:50,75 |
|                           |                                                                    |         |                                                                                              |         |                                                                                        |         |
| 4 × 100 m-es gyorsváltó   | NDK · Birgit Meineke · Caren Metschuck · Ines Diers · Susanne Link | 3:44,37 | NSZK · Marion Aizpors · Karin Seick · Ute Neubert · Susane Schuster                          | 3:47,42 | Hollandia · Annemarie Verstappen · Monique Drost · Wilma van Velsen · Conny van Bentum | 3:49,65 |
| 4 × 100 m-es vegyes váltó | NDK · Ina Kleber · Ute Geweniger · Ines Geißler · Caren Metschuck  | 4:09,72 | Szovjetunió · Larisza Gorcsakova · Larisza Belokony · Natalja Pokasz · Natalja Sztrunnyikova | 4:13,23 | NSZK · Ute Neubert · Andrea Schonborn · Karin Seick · Marion Aizpors                   | 4:13,42 |

### Műugrás
Férfi
| Versenyszám         | Arany                            | Arany  | Ezüst                            | Ezüst  | Bronz                     | Bronz  |
| ------------------- | -------------------------------- | ------ | -------------------------------- | ------ | ------------------------- | ------ |
| 3 m-es műugrás      | Alekszandr Portnov · Szovjetunió | 665,94 | Szergej Kuzmin · Szovjetunió     | 641,49 | Niki Stajković · Ausztria | 639,72 |
| 10 m-es toronyugrás | David Ambarcumjan · Szovjetunió  | 606,96 | Vlagyimir Alejnyik · Szovjetunió | 601,92 | Dieter Waskow · NDK       | 550,20 |

Női
| Versenyszám         | Arany                              | Arany  | Ezüst                            | Ezüst  | Bronz                         | Bronz  |
| ------------------- | ---------------------------------- | ------ | -------------------------------- | ------ | ----------------------------- | ------ |
| 3 m-es műugrás      | Zsanna Zsirulnyikova · Szovjetunió | 499,74 | Martina Jäschke · NDK            | 492,18 | Irina Kalinyina · Szovjetunió | 467,31 |
| 10 m-es toronyugrás | Katarina Zipperling · NDK          | 433,05 | Tatyjana Beljakova · Szovjetunió | 403,23 | Martina Jäschke · NDK         | 393,33 |

### Szinkronúszás
| Versenyszám | Arany                                               | Arany   | Ezüst                                        | Ezüst   | Bronz                                            | Bronz   |
| ----------- | --------------------------------------------------- | ------- | -------------------------------------------- | ------- | ------------------------------------------------ | ------- |
| Egyéni      | Carolyn Wilson · Nagy-Britannia                     | 176,017 | Alexandra Worisch · Ausztria                 | 167,684 | Marijke Engelen · Hollandia                      | 166,767 |
| Páros       | Nagy-Britannia · Caroline Holmyard · Carolyn Wilson | 171,417 | Hollandia · Catrien Eijken · Marijke Engelen | 166,142 | Ausztria · Eva-Maria Edinger · Alexandra Worisch | 163,201 |
| Csapat      | Nagy-Britannia                                      | 168,658 | Hollandia                                    | 167,850 | Svájc                                            | 164,356 |

### Vízilabda
| Versenyszám | Arany | Ezüst       | Bronz        |
| ----------- | ----- | ----------- | ------------ |
| Férfi       | NSZK  | Szovjetunió | Magyarország |